# Madhuca obtusifolia
Madhuca obtusifolia là một loài thực vật có hoa trong họ Hồng xiêm. Loài này được (King & Gamble) P.Royen mô tả khoa học đầu tiên năm 1960.